# Eva Dichand
Eva Dichand (* 26. Februar 1973 in Graz als Eva Kriebernegg) ist Herausgeberin und Miteigentümerin der österreichischen Gratis-Tageszeitung Heute, die eine der drei großen österreichischen Boulevard-Zeitungen ist. Sie hat eine bedeutende Sammlung zeitgenössischer Kunst aufgebaut.

## Familie
Eva Dichand wuchs als Tochter eines Unternehmers und einer Apothekerin in Graz auf. Sie ist mit Christoph Dichand, Chefredakteur und Herausgeber der Kronen Zeitung, die ihm zusammen mit seiner Mutter und seinen beiden Geschwistern auch zur Hälfte gehört, verheiratet und hat drei Kinder mit ihm. Ihr Schwiegervater Hans Dichand war Gründer und bis zu seinem Tod im Juni 2010 hälftiger Miteigentümer, Chefredakteur und Herausgeber der Kronen Zeitung. Die Familie Dichand übt daher mit der Gratis-Tageszeitung Heute und der Kronen Zeitung Einfluss auf zwei der drei großen österreichischen Boulevard-Zeitungen aus.

## Karriere
Nach der HTL-Matura im Fach Hochbau in Graz studierte Dichand an der Wirtschaftsuniversität in Wien und schloss mit einer Dissertation über Immobilien-Off-Shore-Modelle in Osteuropa ab. Zwei Jahre lang praktizierte sie als Consultant bei Roland Berger. Nach Tätigkeiten im Private-Equity-Bereich bei der CA war sie bei der Unternehmens Invest AG (UIAG) beschäftigt und begleitete Projekte für Unternehmen wie Andritz AG, Wolford, ETM professional control GmbH, Bene AG und Palfinger.
Über ihren Mann kam sie mit dem Zeitungsgeschäft in Berührung. Seit 2005 ist sie als Geschäftsführerin und seit 2006 zusätzlich auch als Herausgeberin der Gratistageszeitung Heute tätig, deren Miteigentümerin sie auch ist.
2015 zog sie sich aus den operativen Tätigkeiten bei Heute zurück und verbrachte mit ihrem Mann und ihren drei Kindern ein Jahr in den USA, um die dortige (vor allem digitale) Medienlandschaft kennen zu lernen und darüber hinaus die Kontakte im Bereich der zeitgenössischen Kunst zu intensivieren.
2021 veräußerten Dichand und Wolfgang Jansky, der zusammen mit ihr Eigentümer der Gratis-Tageszeitung Heute ist, die Gesundheitsportale netdoktor.at und www.netdoktor.ch an den deutschen Medienkonzern Hubert Burda Media.
Dichand wurde von der Fachzeitschrift Der Österreichische Journalist als Medienmanagerin des Jahres 2005 ausgezeichnet. Das ExtraDienst Kommunikatoren-Ranking 2007 wählte sie zur Siegerin bei den Frauen. 2010 wählte das World Economic Forum Dichand als einzige Österreicherin zum Young Global Leader (YGL). Darüber hinaus engagiert sie sich für soziale und kulturelle Einrichtungen und ist Mitglied bei Rotary.
Seit 2016 ist Dichand Mitglied im International Council des Metropolitan Museums, New York und im Musée d’Art Moderne de la Ville de Paris. Seit 2018 ist sie die Vorsitzende des Universitätsrates der Medizinischen Universität Wien. Zudem folgte 2020 durch Kanzleramts-Ministerin Karoline Edtstadler die Berufung zur stellvertretenden Vorsitzenden des Kuratoriums der Albertina.

## Gratis-Zeitung Heute
Durch ihren Schwiegervater Hans Dichand, Gründer, Herausgeber und hälftiger Miteigentümer der in Österreich einflussreichen Boulevard-Tageszeitung Krone, kam Eva Dichand eigener Aussage nach mit der Idee in Berührung, dass Gratis-Zeitungen ein Zukunftsmodell wären. Hans Dichand selbst initiierte die Wiener Gratis-Tageszeitung U-Express, die ein auf drei Jahre angelegtes Projekt war und auf Druck der WAZ-Mediengruppe als zweitem Miteigentümer der Kronen Zeitung im Jahr 2004 nicht fortgeführt wurde. Hans Dichand war es ohne Zustimmung vertraglich nicht gestattet, eigenständig Zeitungen zu gründen.
Im Jahr 2004 gründet Wolfgang Jansky, ehemaliger Pressesprecher des SPÖ-Politikers, damaligen Wiener Wohnbaustadtrats und späteren Bundeskanzlers Werner Faymann, die Gratis-Tageszeitung Heute, und übernahm dafür praktisch die Belegschaft des eingestellten U-Express'. Jansky stand in freundschaftlichem Verhältnis zu Hans Dichand. Finanziert wurde die Gründung von Heute mit einem Drei-Millionen-Euro-Kredit der Bank Austria. Am 6. September 2004 erschien die erste Ausgabe.
Eva Dichand wurde 2005 Geschäftsführerin und 2006 zusätzlich auch Herausgeberin von Heute.
Heute brachte 2007 das Wochenendmagazin „Live“ heraus, welches kurz vor seiner Einstellung 2008 an Mediaprint verkauft wurde und heute nicht mehr existiert.
2015 zog sich Dichand aus dem operativen Geschäft bei Heute zurück.
2016 wurde heute.at in eine GmbH ausgegliedert, bei der Dichand und Jansky Gesellschafter sind. Kurz darauf wurden 51 % dieser GmbH für etwa 6 Mio. Euro an die Schweizer TX Group AG (damals Tamedia) veräußert. Dichand und Jansky halten jeweils noch 24,5 %. Gleichzeitig übernahm die TX Group AG 25,5 % an Heute. Dichand hält seitdem noch 24,4 % an Heute, Jansky über die Periodika Privatstiftung 50,1 %.
Die Besitzverhältnisse von Heute waren aufgrund eines Konstrukts aus Privatstiftungen und Treuhandverhältnissen in der Öffentlichkeit lange Zeit ungeklärt. Aufgrund veränderter gesetzlicher Offenlegungspflichten wurde im Jahr 2012 bekannt, dass Dichand zusammen mit ihren drei Kindern als Begünstigte der Pluto Privatstiftung mit 74 % Mehrheitseigentümerin von Heute ist. Die verbleibenden 24 % sind Wolfgang Jansky über die Periodika Privatstiftung zuzurechnen. Zu einem späteren Zeitpunkt reduzierte Dichand ihre Anteile an Heute auf 51 %, wohingegen die Periodika Privatstiftung entsprechend aufstockte.
Am 30. März 2023 kam es im Rahmen der sogenannten „Inseratencausa“ als Bestandteil der ÖVP-Korruptionsaffäre zu einer Hausdurchsuchung in den Räumen der Heute-Geschäftsführung durch die Wirtschafts- und Korruptionsstaatsanwaltschaft (WKStA). Die Redaktion von heute war hiervon nicht betroffen. Dichand wird der Bestechung verdächtigt, da sie von Amtsträgern Inserate sowie Änderungen am Privatstiftungsgesetz gefordert haben und im Gegenzug dafür wohlwollende Berichterstattung in Heute und der Kronen Zeitung in Aussicht gestellt haben soll. Im Widerspruch dazu steht der Bericht des früheren Bundeskanzlers Christian Kern, der ausdrücklich die Objektivität der Tageszeitung Heute und deren Chefredaktion betonte und deren Nichtzugehörigkeit zur „Inseratencausa“.
Neben Eva Dichand wird auch ihr Ehemann Christoph Dichand in dieser Angelegenheit von der WKStA als Beschuldigter geführt.

## Trivia
Anlässlich ihres 50. Geburtstags im Februar 2023 druckte heute eine 100-seitige Hochglanz-Sonderausgabe über ihr Leben, ihre Ziele und ihre Ansichten mit zahlreichen Fotos in verschiedenen Outfits. Berichtet wurde, dass sie jeden Morgen einen Liter Kräutertee trinkt und dass sie einen Smart fährt. Zahlreiche Prominente gratulierten. Die Verlegerin prognostizierte in dieser Sonderausgabe, dass es Tageszeitungen „mit diesem wahnsinnig aufwendigen Vertrieb“ so in einigen Jahren nicht mehr geben werde.

## Werke
- Eva Kriebernegg: Die Probleme des Marketings westlicher Unternehmen im Konsumgütermarketingbereich der Reformländer Mitteleuropas, 1996, Diplomarbeit, Wirtschaftsuniversität Wien
- Eva Kriebernegg: Analysekonzepte und Bearbeitungsstrategien für Immobilienmärkte in den Reformländern Mitteleuropas untersucht am Beispiel Ungarns, 1998, Dissertation, Wirtschaftsuniversität Wien